# Giano della Bella
Pour les articles homonymes, voir della Bella.
Giano della Bella est un magnat florentin né en 1240 en Italie et mort en 1305 exilé en France. Il est un membre puissant de la guilde Calimala de marchands banquiers. Il abandonne sa classe de magnats pour défendre la cause des popolani en 1292-1293. Il se démarque par sa participation dans la création et la gestion des Ordonnances de Justice de 1293.
Un des chefs du parti populaire, il est à l'origine des ordonnances de justice de 1293, qui affaiblissent le pouvoir des grandes familles florentines. Il est contraint à l'exil en 1295.
Il dirige la faction populaire et soutient le mouvement démocratique qui découle des Ordonnances. Il ne rédige pas lui-même ces ordonnances, cependant, il est l’un des premiers à les renforcer. Son mandat officiel s’achève en avril 1293, mais il continue d’influencer indirectement le gouvernement, ce qui lui vaut l’hostilité croissante des magnats.

## Biographie

### Origines familiales et formation
Il est issu d'une des plus nobles familles de Florence, liée au parti des parti des Gibelins (à l'origine les partisans de l'empereur), opposé au parti des Guelfes (partisans du pape).
Bien qu'à la fin du XIIIe siècle, le conflit entre le pape et l'empereur ne soit plus aussi important qu'à l'époque de la querelle des Investitures (vers 1100), les deux partis continuent d'exister et de structurer la vie politique dans les villes italiennes devenues des communes, pratiquement indépendantes.

### Chef du parti populaire
Devenu adulte, Giano se rallie au parti des Guelfes, devenant un des chefs du parti populaire, dit « guelfe blanc »[réf. nécessaire].
Il occupe la charge bimestrielle de prieur au sein de la Seigneurie de Florence, principal organe de gouvernement du 15 août au 14 octobre 1289

#### La situation politique et sociale préexistante
Avant son élection, la situation exprime de fortes tensions politiques. En effet, à cette époque, il y a une grande rivalité entre les guelfes et les gibelins. Ils s’affrontent en raison de leur point de vue divergent sur le pape et l’empereur du Saint Empire germanique. En 1280, les guelfes de Florence ont formé une paix avec les gibelins exilés. Pour ce faire, un noble guelfe appelé Buonaccorso degli Adimari se marie avec la fille du chef du parti gibelin, le comte Guido Novello de la maison des comtes Guidi. Cependant, malgré la paix, les guelfes qui étaient le parti le plus puissant commencent graduellement à ne pas respecter les accords du traité de paix. Les guelfes déclarent que les gibelins qui ont été exilés quelques années plus tôt sont considérés comme des rebelles. Ils continuent de faire en sorte que seulement des guelfes siègent dans les offices publics.
Face à cette situation, certains citoyens inquiets s’adressent aux dirigeants du popolo pour trouver une solution et éviter un nouveau chaos. Six citoyens issus du peuple décident d’agir. Ignorant les risques juridiques, il s’engage par esprit de justice et pour le bien de Florence. Leur action aboutit à l’élection de trois représentants des corporations (arti), chargés de défendre les intérêts des marchands et artisans : Bartolo di messer Iacopo de' Bardi, Salvi del Chiaro Girolami et Rosso Bacherelli. 
Puisqu'ils ont du succès initialement, la confiance envers popolo se renforce. Cela les pousse, en août 1282, à créer une nouvelle institution intitulée les prieurs des guildes. Cette institution est composée de six représentants, un pour chaque quartier de Florence, afin de rivaliser avec les partis guelfes et gibelins qui sont toujours majoritaires dans cette ville. Dino Compagni décrit ici comment l’institution des Prieurs des Guildes, initialement conçue pour protéger les faibles contre les puissants et veiller à la justice et aux finances de la Commune, fut rapidement corrompue. Au lieu de faire respecter les lois, les prieurs commencent à les manipuler pour protéger leurs proches et alliés. 
Les magistrats se font influencés pour éviter les sanctions aux amis et aux parents des prieurs, permettant aux criminels d’échapper à la justice. De plus, au lieu de protéger les finances publiques, ils exploitent le trésor de la Commune sous prétexte de récompenser certains serviteurs de l’État, détournant ainsi d’importantes sommes d’argent. Les citoyens ordinaires ne sont pas protégés, mais au contraire opprimés par les grands magnats et les riches popolani qui, ayant des liens avec l’aristocratie, se partagent le pouvoir. La corruption se généralise, et la justice est achetée par ceux qui pouvent se permettre de soudoyer les autorités. 
Entre 1282 et 1289, les guelfes de florence tentent d’influencer les guelfes d’Arezzo à prendre le pouvoir de la ville. Cependant ceci ne fut pas un succès et les guelfes d’Arezzo se sont fait exiler de la ville. Ce conflit fit naître en 1289 la troisième guerre des Florentins en Toscane. Cette bataille a été gagnée par les Guelfes de Florence, aidés par le peuple. Après la victoire de Florence contre Arezzo et le retour des citoyens, le popolo de Florence est resté puissant pendant plusieurs années. 

#### Arrivé de Giano della Bella au pouvoir
Cependant, les nobles et les grands citoyens abusent de leur pouvoir en maltraitant les popolani, ce qui génère un mécontentement croissant parmi les citoyens modestes. C’est dans ce contexte de tensions qu'un homme du popolo, Giano della Bella, un citoyen puissant et respecté prennent une position de leader pour lutter contre ces abus. Il est élu comme Prior le 15 février 1293 et devient défenseur des popolani. Avec son aide, il renforce leur pouvoir et leur organisation. Il introduit des réformes importantes, en particulier la création de l’office de Porte-étendard de la Justice, avec l’objectif de protéger les citoyens contre les abus des puissants.de plus, dans le but de limiter le pouvoir des nobles de florence, Giano et ses alliés instaurent les ordonnances de justice ainsi réduisant les injustices contre les plus faibles. Ces ordonnances stipulent que chaque homme est responsable des actes commis par ses proches, et que les membres des familles comptant un chevalier ne peuvent plus occuper le poste de Prior.
À la suite de l’adoption des Ordonnances de Justice, les avocats commencent à critiquer ces lois. Selon eux, ces lois exagèrent les crimes et effrayent les juges qui influencent leur décision par l’influence des factions politiques. Toutefois, malgré ces critiques, de nombreux crimes furent punis, et les Galligai furent les premiers à en subir les conséquences.
Giano della Bella, en tant que Porte-étendard de la Justice en 1293, joua un rôle clé dans l'application de ces lois. En effet, il fait détruire les maisons des Galligai qui étaient impliqués dans un meurtre. Les autres Porte-étendard de la Justice se sentirent obligés de suivre l'exemple de Giano, de peur d'être perçus comme des lâches. Cependant, cette application stricte des lois provoque la colère des magnats, qui accusèrent Giano de ne pas chercher la justice, mais d'agir pour anéantir ses ennemis politiques. Malgré ces accusations, Giano continue de soutenir la justice et ne laisse pas les crimes impunis. Cette position pousse les magnats de Florence à comploter contre Giano en menaçant de tuer les popolani qui sont au pouvoir. En réaction, les lois furent durcies, ce qui alimentde un climat de peur et de suspicion parmi les citoyens de Florence.
Les magnats de Florence, méprisant le popolo, cherchaient à renverser leur pouvoir de plusieurs manières. En premier lieu, ils firent appel à Jean de Chalons, un chevalier français qui était appuyé par le pape Boniface VIII ainsi que les magnats florentins. Ensemble, ils ont comploté dans le but d’assassiner Giano della Bella, car ils ont pensé que ceci affaiblirait considérablement la faction populaire. La première tentative d’assassinat a échoué. Les conspirateurs tentent ensuite de manipuler Giano en faisant en sorte de le discréditer. Pour ce faire, ils font en sorte que Giano adopte des lois contre les bouchers et les juristes. Ceci démontre la menace qu’imposait Giano face aux élites.
Lors d’une réunion à Ognissanti, Giano se fait informer qu’un complot est visé contre lui. Les complotistes ont fait une loi qui est visée contre le popolani dans le but de le faire passer pour un traître auprès des popolani et des artisans[1]. Giano, indigné, rejeta fermement ces manipulations en déclarant : « Que la ville périsse avant que tant d’actions perverses ne soient tolérées ! ».  À ce moment, il comprit que les élites le trahissaient. 
Les conspirationnistes étaient maintenant en danger de la répercussion de Giano della Bella. Les magnats de Florence ont donc organisé un conseil à San Jacopo Oltarno. Ils souhaitent recevoir les pouvoirs dont il détenait avant la montée du popolo. Un représentant de chaque famille noble fut désigné, et Berto Frescobaldi prit la parole en dénonçant la perte de leur pouvoir. Ils ne pouvaient plus occuper de charges publiques, défendre leurs intérêts en justice ou même punir leurs serviteurs sans risquer des sanctions. Deux solutions ont été proposées pour régler le problème des magnats. La première était de prendre les armes et de massacrer les popolani. La seconde était de monter le popolo contre Giano. La seconde option fut celle choisie. Leur plan était d’inventer une menace d’invasion gibeline sur florence et qu’ils allaient exclure le popolo et les magnats de la ville. Ce plan fut approuvé par tous. Deux hommes furent désignés dans chaque quartier pour répandre des calomnies contre Giano della Bella, diviser le popolo, et détacher de lui ses alliés les plus influents.
Suite à une injustice dans la cour où un juge falsifie les procès-verbaux, la tension entre Giano della Bella et le peuple. Cette injustice est interprétée par le populo comme une trahison de la justice des ordonnances. Des figures comme Taldo della Bella (frère de Giano) et Baldo dal Borgo attisent la fureur du peuple, et bientôt la foule enragée menace de brûler le Palais du Podestat. Ce qu’ils font en plus de piller le palais du podestat lorsque Giano della Bella tente de calmer la foule. Après que la situation s’est calmée, Giano décide de s’exiler pour un certain temps. Cependant, dès son départ en 1295, il est déclaré banni, et ses biens sont confisqués. Son exil marque la victoire des forces conservatrices sur les Ordonnances de Justice, et annonce une période d’instabilité pour Florence.

### La réforme de 1293: les «ordonnances de justice»

#### Définition des ordonnances de justice
Les Ordonnances de Justice sont des mesures législatives qui ont été publiées à Florence en 1293. Elles ont pour but d’exclure du gouvernement un grand nombre de nobles et de familles qui exercent une influence particulière à Florence. De plus, ceci fait en sorte que des classes un peu plus basses peuvent avoir un certain pouvoir politique au détriment de l’ancienne noblesse. En automne 1292, il y a un changement de direction dans la politique florentine. En effet, nous pouvons y constater une évolution démocratique qui permet à de nouvelles personnes d’accéder aux rouages du pouvoir. Ces personnes sont celles pratiquant des arts mineurs. De plus, les ordonnances de justice démontrent l’arrivée de plusieurs politiques anti-magnats. Cependant, ce type de changement ne bouleverse pas l’équilibre des classes sociales. C’est-à-dire que les personnes qui pratiquent ces arts font en général déjà partie de classes sociales assez élevées. De plus, malgré le fait que le nouveau groupe de dirigeants soit de la faction populaire, on y compte des membres de l’ancienne oligarchie. 
À cette époque, Florence était une ville riche et prospère, mais cette prospérité avait entraîné l’arrogance et les abus des citoyens, en particulier des magnats, qui usaient de la violence contre les popolani et les plus faibles, tant en ville qu’à la campagne. Les Ordonnances de justice font en sorte d’équilibrer le niveau de la justice pour éviter la corruption du système par les magnats. Un nouveau cadre législatif est instauré pour contrôler les magnats et leurs abus. Ces ordonnances incluent plusieurs mesures radicales. Parmi ces mesures, on compte les suivantes : Les peines commises par les magnats envers les popolani sont doublées. Si un membre d’une famille commettait un crime, un autre membre de la famille pouvait être tenu responsable. Deux témoins étaient suffisants pour condamner un noble. Cependant ce qui touche le plus la noblesse reste le fait que la noblesse ne pouvait plus être l’un des six priors qui dirigeaient la ville.

#### implication de Giano della Bella dans les ordonnances de justice[16]
Bien que Giano della Bella soit l’un des principaux membres qui ont participé à rédiger les ordonnances de justice, il n’est pas le seul. De plus, l’ordonnance de justice est le résultat d’une période de querelles qui dure depuis 1280 à Florence.
En 1292, il mène un mouvement de réforme du système politique, caractérisé par la mainmise des grandes familles d'origine noble sur le gouvernement de la république.
Ce mouvement aboutit, le 15 janvier 1293 à la promulgation par le gonfalonnier Baldo Ruffoli des ordonnances de justice dont l'objectif est de mettre le gouvernement sous le contrôle des guildes de métiers, les Arti di Firenze, c'est-à-dire des roturiers plutôt aisés : le popolo grasso (« le peuple gras »).
Il devient obligatoire d'appartenir à une guilde pour pouvoir entrer dans le gouvernement.
Ces ordonnances excluent donc les membres des grandes familles des fonctions politiques ou charges publiques. Une de leurs victimes est célèbre : c'est l'auteur de la Divine Comédie, Dante Alighieri.
Elles excluent aussi les travailleurs qui n'appartiennent pas à une guilde : les ciompi, élément essentiel du popolo minuto (« petit peuple ») ou popolo magro (« peuple maigre »).

##### Héritage des ordonnances de justice
Les Ordonnances de justice de janvier 1293 ne nous sont parvenues que sous la forme d'un brouillon conservé aux Archives d'État de Florence, préparé par une commission de trois juristes et publié par Francesco Bonaini. L'original authentifié, validé par les conseils compétents, est aujourd’hui perdu.

### Suites (1293-1295)
Il est de nouveau prieur du 15 février au 14 avril 1293.
Mais il est ensuite victime de conflits au sein du parti populaire, d'ailleurs attisés par le pape Boniface VIII, dont un légat (Jean de Châlons) est envoyé à Florence en 1293.
Giano est contraint de quitter Florence.

### L'exil en France (1295-?1312)
Il se trouve à Pistoia en 1294.
En 1295, il part en France, où règne le roi Philippe le Bel. Il est accompagné d'un fils, Cione, tandis que son épouse reste à Florence.
Il apparait parmi les « Lombards » de Paris sous le nom de « Jehan de Florence » dans les années 1299 et 1300, mais ce sont les dernières mentions de son existence.

### Débat historiographique sur la date de sa mort
Il y meurt après 1311 selon certains historiens, qui se fondent sur une ordonnance florentine d'amnistie de 1311, excluant les Della Bella de cette amnistie.
Cependant, un acte notarié de 1306 indique que Taldo della Bella choisit Cione del fu Giano (Cione, (fils) de feu Giano) comme procureur (Cione étant présent lors de la rédaction de l'acte), ce qui indiquerait un décès antérieur à cette date.